# 구본석 (금융인)
구본석 (具本錫, 1959년 2월 1일~2001년 9월 11일)은 대한민국의 금융인으로, 2001년 9·11 테러 당시 세계무역센터에서 근무하다 여객기 충돌로 사망하였다. 테러 당시 한인 희생자 21명 가운데 한 명이며, 대한민국 국적자로서는 유일한 희생자로 남았다.

## 생애
1959년 대한민국 대구시에서 태어났다. 1983년 LG화재에 입사하였으며, 1998년 6월 LG화재 뉴욕지점장으로 부임하였다. 아내 조원호와 두 딸과 함께 미국으로 이주, 뉴저지주 리버에지에 살았다.
2001년 9·11 테러 당일 오전 7시 30분, 자택을 나서 딸을 등교시킨 뒤 맨해튼으로 이동하였으며, 1 월드 트레이드 센터 (1WTC, 북쪽 타워) 84층의 사무실에서 근무하였으나 여객기 충돌 이후 실종되었다. 당시 같은 층 옆 사무실에 있다 대피하여 생존한 LG증권의 이동훈 과장은 "(충돌 이후) 제가 갔을 떄에는 없었다. 같은 층 사람들을 찾았는데 사무실에 없었던 것으로 기억한다"고 증언했다.
세계무역센터 붕괴 이후 아내는 LG화재 부하직원들과 함께 남편의 행방을 수소문하기 위해 뉴욕 일대 대형병원 응급실을 찾았으나 그를 목격했다는 사람은 없었던 것으로 전해졌다. 이후 그라운드 제로의 잔해 수습 과정에서 구본석의 신분증이 발견되었으나 시신은 찾지 못했으며, 뉴욕시 당국에서 전해준 사고 현장의 흙을 가지고 2002년 2월 서울중앙병원에서 장례식을 치렀다. LG화재 측은 장례식과 함께 구본석 지점장을 본부장으로 추서하였다. 
2002년 9월 LG화재 뉴욕지점에서 테러 1주기 추도식에서 구자준 사장이 참석해 고인을 기렸다. 당시 구본석의 유가족들은 주재원 가족 비자로 미국 뉴저지에 계속 머무르며 고인의 흔적을 찾고 있었으나, 비자가 만료됨에 따라 한국으로 불가피하게 귀국하게 되었다.
2011년 9월 11일 테러 10주기를 기념하여 개장한 국립 9·11 추모관의 폭포 조형물 가운데 '노스 풀'의 N-73 구역에 이름이 새겨졌다.

## 같이 보기
- 9·11 테러의 사상자
- 이동훈 - 테러 당시 한인 생존자 중 한 명